# Myriam Soumaré
Myriam Soumaré (* 29. Oktober 1986 im 14. Arrondissement von Paris) ist eine ehemalige französische Leichtathletin, die auf die Sprintstrecken spezialisiert ist.

## Leben
2008 wurde Myriam Soumaré in der Halle Französische Meisterin über 200 Meter. Bei der 4-mal-100-Meter-Staffel der Olympischen Spiele in Peking startete sie mit der französischen Mannschaft. Der Staffel in der Besetzung Soumaré, Muriel Hurtis-Houairi, Lina Jacques-Sébastien und Carima Louami unterlief jedoch im Vorlauf ein Wechselfehler, so dass sie disqualifiziert wurde.

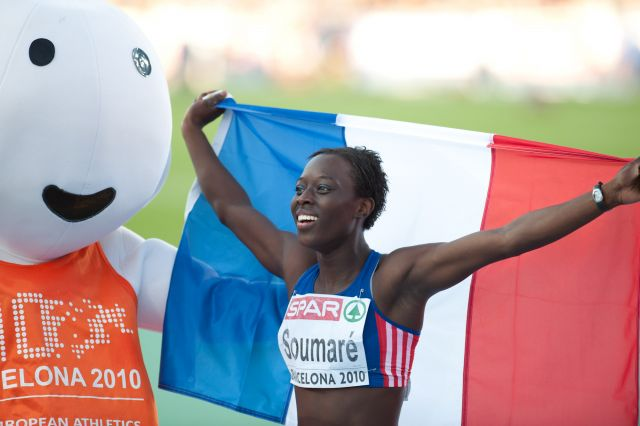
Myriam Soumaré bei den Europameisterschaften 2010

2009 wurde Soumaré Französische Meisterin über 100 Meter. Bei den Weltmeisterschaften in Berlin erreichte sie das Viertelfinale über dieselbe Distanz. 2010 wurde sie Französische Meisterin in der Halle über 60 Meter und über dieselbe Distanz Achte bei den Hallenweltmeisterschaften in Doha. Bei den Europameisterschaften in Barcelona gelang ihr der internationale Durchbruch: Sie gewann Bronze über 100, Gold über 200 Meter und Silber mit der 4-mal-100-Meter-Staffel.
2012 gewann Soumaré bei den Europameisterschaften in Helsinki die Bronzemedaille über 200 Meter. Bei den Olympischen Spielen in London wurde sie Siebte. Im März 2013 gewann sie bei den Halleneuropameisterschaften im schwedischen Göteborg die Bronzemedaille im 60-Meter-Lauf.
Nach einem Jahr Auszeit (2015) verkündete Soumaré im Februar 2016 überraschend ihren Rückzug aus dem Profisport mit nur 29 Jahren. Sie ließ sich aber eine Rückkehr offen.
Myriam Soumaré ist 1,67 m groß und wiegt 57 kg. Sie wird von Darnal Olivier trainiert und startet für die Association Amicale du Pays de France Athlétique 95. Die familiären Wurzeln der gelernten Kinderpflegerin, die erst im Alter von 18 Jahren mit der Leichtathletik begann, liegen in Mauretanien.

## Persönliche Bestzeiten
- 100 m: 11,03 s, 18. Juli 2014, Monaco
  - 60 m (Halle): 7,07 s, 3. März 2013, Göteborg
- 200 m: 22,11 s, 5. September 2014, Brüssel
  - 200 m (Halle): 22,87 s, 7. Februar 2013, Eaubonne